# Annie von Baudissin
Gräfin Annie von Baudissin (* 3. Februar 1868 auf dem Gut Friedrichshof bei Kiel; † 5. April 1915 in Kiel) war eine deutsche Schriftstellerin. Sie schrieb auch unter dem Pseudonym A. v. Bauer.

## Leben
Ihre Kindheit verbrachte Annie von Baudissin in Dreikronen bei Friedrichsort. Die Familie zog um 1875 nach Lübeck, wo Baudissin die Höhere Töchterschule besuchte. Nach dem Tod des Vaters zog sie mit ihrer Mutter 1890 nach Berlin. Baudissin hatte bereits in ihrer Kindheit erste Erzählungen verfasst und widmete sich in Berlin intensiv dem Schreiben. Im Jahr 1899 zog sie zunächst nach Eutin und 1911 nach Kiel. Im Adeligen Kloster Itzehoe war sie als Lehrerin tätig.

## Familie
Annie von Baudissin wurde als Tochter des Leutnants der schleswig-holsteinischen Armee und Dichters Eduard von Baudissin (1823–1883) und dessen Ehefrau Josephine Bruun von Neergaard (1832–1923) auf dem Gut Friedrichshof geboren. Die Familie gehörte dem Baudissinschen Hause Knoop an. Heinrich Friedrich und Caroline Adelheid Cornelia von Baudissin waren die Urgroßeltern Annie von Baudissins. Damit zählten Friedrich, Wolf Ernst Hugo Emil und Theodor von Baudissin zu ihren Cousins zweiten Grades.

## Werke
- „Ihr die ihr euch Herren der Schöpfung nennt“ und andere Humoresken und Erzählungen (1901)
- Vera Hagen. Aus dem Tagebuch einer Dreißigjährigen. Von Gräfin Annie Baudissin ‹a. v. Bauer›. Berlin – Leipzig, C. Wigand 1908. 94 S.
- Ein Bruder und eine Schwester (Roman, 1909)